# 富原薫 (実業家)
富原 薫（とみはら かおる、1916年3月20日 - 2015年5月15日）は、日本の経営者。北海道放送社長、会長を務めた。北海道旭川市出身。

## 経歴
1939年に早稲田大学専門部法科を中退し、同年に満蒙学校を卒業。1941年に小樽新聞社に入社後、全道の新聞社統合により1942年11月に北海道新聞社に移籍し、政経記者として活躍。1945年には内閣記者会詰めとして憲法審議を担当。1951年12月に北海道放送に転じ、1956年の日ソ和平交渉の際には民間放送代表特派員の一人として鳩山一郎首相の随行団に参加した。1967年に取締役、1970年に常務、1978年に専務、1979年に副社長を経て、1984年に社長に就任。1995年6月に会長に就任し、1996年6月に相談役を経て、1999年6月から特別顧問を務めた。
著書に「日本国憲法制定誌」、「憲法制定時の社会的背景」がある。
2003年11月旭日中綬章受章。
2015年5月15日死去。99歳没。